# لیک بل
لیک بل (انگلیسی: Lake Bell؛ زادهٔ ۲۴ مارس ۱۹۷۹) یک هنرپیشه، و کارگردان اهل ایالات متحده آمریکا است. وی از سال ۲۰۰۱ میلادی تا کنون مشغول فعالیت بوده‌است.
از فیلم‌ها یا برنامه‌های تلویزیونی که وی در آن نقش داشته‌است می‌توان به فقط برای سکس، چیزی که در وگاس رخ می‌دهد، نخل‌های سوزان و من عاشق کار شما هستم اشاره کرد.